# Habronattus sansoni
Habronattus sansoni là một loài nhện trong họ Salticidae.
Loài này thuộc chi Habronattus. Habronattus sansoni được James Henry Emerton miêu tả năm 1915.